# 대한민국 형법 제200조
대한민국 형법 제200조는 세관 공무원의 아편 등의 수입에 관한 형법 각칙의 조문이다.

## 조문
제200조 【세관 공무원의 아편 등의 수입】
세관의 공무원이 아편, 몰핀이나 그 화합물 또는 아편흡식기구를 수입하거나 그 수입을 허용한 때에는 1년 이상의 유기징역에 처한다.